# سوسا، چیبا
سوسا، چیبا از شهرهای استان چیبا ژاپن است که جمعیت آن در ۱ ژانویه ۲۰۰۸۴۱٬۳۶۱نفر بوده‌است.